# Durch Zilles Gegend geloofen
Durch Zilles Gegend geloofen ist ein Dokumentarfilm des DEFA-Studios für Dokumentarfilme, der im Auftrag des Fernsehens der DDR unter der Regie von Ernst Cantzler im Jahr 1983 entstanden ist.

## Handlung
Der Schauspieler Heinz Kahlau geht im ehemaligen Scheunenviertel Berlins mit einer kleinen Gruppe von Schülern spazieren, um die Orte der von Heinrich Zille fotografierten, gemalten und mitgeführten Bilder wiederzuentdecken. Zuvor sehen sie sich aber noch Fotografien seiner Eltern, seiner Familie, verschiedener Gegenden Berlins und Aktaufnahmen, die in seinem Atelier angefertigt wurden, an. Los geht es dann in der Kleinen Alexanderstraße, wo sich einst in der Nummer 56 die Kaserne des Kaiser Alexander Garde-Grenadier-Regiment Nr. 1 befand. Hier musste Heinrich Zille in seiner Kindheit immer billige Kommissbrote von den Soldaten kaufen, damit diese sich Bier davon kaufen konnten und seine Familie etwas zu essen hatte. Weiter geht es durch die Hirtenstraße, in deren Umgebung sie eine Kneipe an der Ecke Amalienstraße suchen, die Zille fotografiert und gezeichnet hat. Aber alle Befragten sind der Meinung, dass es eine Straße mit diesem Namen dort nie gab. Auf Zilles Fotografie ist aber der Straßenname zu lesen und Überprüfungen ergaben, dass die Rosa-Luxemburg-Straße bis 1910 diesen Namen trug und somit die Kreuzung vor dem Kino Babylon die Gesuchte ist.
Nun wird das Scheunenviertel mit einem Pritschenfahrzeug Multicar 22 verlassen, auf dem alle Platz gefunden haben, um in der Oranienburger Straße, Auguststraße, Tucholskystraße und Linienstraße weitere Wirkungsstätten Heinrich Zilles zu besuchen. Hier treffen sie in einem Treppenhaus eine ältere Mieterin, die in dieser Gegend großgeworden ist. Sie erzählt den jungen Leuten Geschichten aus ihrem Leben und über den Zustand der Häuser in den Anfangsjahren des 20. Jahrhunderts, als es noch Kellerwohnungen gab. Da war es auch keine Seltenheit, dass sich die Toilettenhäuschen auf dem Hof befanden, wo drei Stück für etwa 20 Familien ausreichen mussten, was besonders an den Sonntagen zu Drängeleien führte. Die Kinder durften auf den Höfen nicht spielen, nur wenn der Drehorgelspieler kam, durften sie sich hier etwas länger aufhalten, um zur Musik zu tanzen und das Geld für den Leierkastenmann einzusammeln. 
Heute gibt es diese Probleme nicht mehr und auf den Höfen finden sogar Kinderfeste statt, mit Verkleiden, Schminken, Gesang und Bockwürsten. An solch einem nehmen in der Auguststraße auch die Teilnehmer des Spaziergangs mit Heinz Kahlau teil. Der Film endet mit einem Lampionumzug durch den Kiez.

## Produktion und Veröffentlichung
Durch Zilles Gegend geloofen wurde 1982 als 16-mm-Film auf ORWO-Color von der Künstlerischen Arbeitsgruppe Kinderfilm der DEFA gedreht und hatte seine Erstausstrahlung am 13. Februar 1983 im 1. Programm des Fernsehens der DDR. Die erste nachweisbare Aufführung auf einer großen Leinwand erfolgte während des 3. Nationalen Festivals „Goldener Spatz“ für Kinderfilme der DDR in Kino und Fernsehen in Gera.
Die Dramaturgie lag in den Händen von Erwin Nippert.

## Auszeichnungen
- 1983: 3. Nationales Festival „Goldener Spatz“ für Kinderfilme der DDR in Kino und Fernsehen: Sonderpreis des Oberbürgermeisters der Stadt Gera